# Эмиров, Олег Владимирович
Оле́г Влади́мирович Эми́ров (8 сентября 1970, Ленинград — 5 декабря 2021, Москва) — российский композитор и аранжировщик, саунд-продюсер телекомпании «НТВ».

## Биография
Родился 8 сентября 1970 года в Ленинграде в семье филолога Аллы Михайловны Эмировой и работника электронной промышленности Владимира Михайловича Малфыгина. Прадед Василий Иванович Герасимов и прапрадед Иван Васильевич Герасимов — купцы 1-й гильдии. Предки по материнской линии — крымские татары, поставлявшие жеребцов ахалтекинской породы императорскому двору, культивировали табак.
В 1988 году окончил музыкальную школу при Ленинградской ордена Ленина гос. консерватории им. Н. А. Римского-Корсакова. Педагогом будущего композитора был Сергей Евтушенко. Учился также в канадском колледже при филфаке ЛГУ им. А.А. Жданова.
Работал в качестве регента и на студии «Курицца рекордс».
С 1998 года сотрудничал в качестве аранжировщика и клавишника с группами «Колибри» (до 2002), Tequilajazzz и другими.
С 1999 года в результате конкурса — на НТВ: композитор и саунд-продюсер «НТВ-Дизайн». Первый композитор на российском телевидении, который находился в штате телеканала. Эмирову также принадлежит музыкальное оформление каналов «ТВ Центр», «ТНТ» и НТВ (Россия), «К1» и «К2» (Украина).
Обладатель европейских и американских наград в области музыки. Член международной ассоциации теледизайна, член Гильдии телевизионных дизайнеров и промоутеров.
Был женат. Вёл блог в ЖЖ.
Скончался от сердечного приступа 5 декабря 2021 года.

## Композиторские работы

### Телевидение
- НТВ
  - «Депрессия» (2000—2001)
  - Межпрограммное оформление телеканала (2001 — настоящее время)
  - «Намедни» (2001—2004)
  - «Сегодня» (2001 — настоящее время)
  - «Афиша» (2001)
  - «Просто Марина» (2001)
  - «Внимание, розыск!» (2001—2011)
  - «Свобода слова» (2001—2004)
  - «Третий тайм с Савиком Шустером» (2001—2002)
  - «Продолжение следует» (2001—2002)
  - «Принцип домино» (2001—2006)[5]
  - «Утро на НТВ» (2002—2015)
  - «Детское утро на НТВ» (2002—2013)
  - «Кулинарный поединок» (2002—2011)
  - «Третий лишний» (2002—2003)[6]
  - «Влияние» (2003)
  - «Страна и мир» / «Сегодня 22:45» (2003—2004, 2007)
  - «Личный вклад» (2003—2004)
  - «Страна советов» (2003—2004)
  - «Впрок» (2003—2005)
  - «К барьеру!» (2003—2009)
  - «Ночные музы» (2003—2004)
  - «Дикий мир» (2003—2010)
  - «Едим дома!» (2003—2007)
  - «Военное дело» (2003—2005)
  - «Их нравы» (2003—2014)
  - «Про дизайн» (2003—2004)
  - «Протокол. Расследование» (2004)
  - «Тайны разведки» (2004—2005)
  - «Рождение Победы» (2004—2005)[7]
  - «Школа злословия» (2004—2014)
  - «Стресс» (2004—2005)[8]
  - «ЧП. Расследование» (2005 — настоящее время)
  - «Чрезвычайное происшествие» (2004 — настоящее время)
  - «Профессия — репортёр» (2004—2015)
  - «Чистосердечное признание» (2004—2007)
  - «Короткие встречи» (2004)
  - «Игры разума» (2005)
  - «Прогноз погоды» (2005 — настоящее время)
  - «Воскресный вечер с Владимиром Соловьёвым» (2005—2008)
  - «Программа максимум» (2005—2012)
  - «Для тебя» (2005)
  - «Сегодня. Итоговая программа» (2005—2015)
  - «Реальная политика» (2005—2008)
  - «Смотр» (2006 — настоящее время)
  - «Две правды» (2006—2007)[9]
  - «Спасатели» (2006—2014)
  - «Русские сенсации» и «Новые русские сенсации» (2007 — настоящее время)
  - «Главный герой» (2007—2009)
  - «Комната отдыха» (2007—2009)
  - «Турдыкла» (2007)
  - «Сук@любовь» / «Ты не поверишь» (2007—2010)
  - «Лихие 90-е» (2007)
  - «Борьба за собственность» (2007—2009)
  - «Суд присяжных» (2008—2018)
  - «Дачный ответ» (2008 — настоящее время)
  - «Русские не сдаются» (2008—2009)
  - «И снова здравствуйте!» (2008—2012)
  - «Ты смешной!» (2008—2009)
  - «Безумный день» / «Бывает же такое!» (2008, 2012—2013)
  - «Честный понедельник» (2009—2012)
  - «История всероссийского обмана» (2009—2012)
  - «Средний класс» (2009—2010)
  - «Легенды видеосалонов» (2009—2010)
  - «Поздний разговор» (2009—2010)
  - «НТВшники» (2009—2012)
  - «Знаки судьбы» (2010—2011) заставка
  - «Суд присяжных. Главное дело» (2010—2011) заставка
  - «Мама в большом городе» (2010)
  - «Центральное телевидение» (2010—2012, 2013—2022)
  - «Живут же люди!» (2010—2011)
  - «Развод по-русски» (2010—2012)
  - «Дело тёмное» (2010—2011)
  - «Капитал.ru» (2010—2011)
  - «Марковна. Перезагрузка» (2010)
  - «Последнее слово» (2010—2012)
  - «Жизнь без боли. Документальный фильм Павла Лобкова» (2010)
  - «Пир на весь мир» (2011)
  - «Прокурорская проверка» (2011—2014) заставка
  - «Давайте мириться» / «Говорим и показываем» (2011—2017)
  - «Великий обман зрения. Документальный фильм Павла Лобкова» (2010)
  - «Сегодня. Итоги» / «Итоги дня» (2011—2014, 2016—2018)
  - «Луч Света» (2012—2013)
  - «Россия. Полное затмение» (2012)
  - «Метла» / «Звёзды сошлись» (2012, 2017 — настоящее время)
  - «Еда без правил» (2012—2013)
  - «Реакция Вассермана» (2012—2013)
  - «Чудо техники» (2012 — настоящее время)
  - «Железные леди» (2013)
  - «Да, господин президент» (2013)
  - «Жизнь как песня» (2013—2014)
  - «Егор 360» (2013)
  - «Как на духу» (2013)
  - «Я худею» (2013—2016)
  - «ДНК» (2013)
  - «Еда живая и мёртвая. Научное расследование Сергея Малозёмова» (2013)
  - «Контрольный звонок» (2014—2015)
  - «Анатомия дня» (2014—2015)
  - «Список Норкина» (2014—2015)
  - «Женские штучки» (2014)
  - «Новая жизнь» (2014, 2016)
  - «Мужское достоинство» (2014—2015)
  - «ГМО. Еда раздора» (2014)
  - «Ген пьянства» (2014)
  - «Всё будет хорошо» (2015)
  - «Акценты недели» (2015—2016)
  - «50 оттенков. Белова» (2015)
  - «Точка» (2015)
  - «Большинство» (2015—2016)
  - «Лолита» (2015)
  - «Пропаганда» / «Инфощит» (2015, 2023 — настоящее время)
  - «Поздняков» (2015 — настоящее время)
  - «НашПотребНадзор» (2015 — настоящее время)
  - «Место встречи» (2016—2023)
  - «Зеркало для героя» (2016) аранжировка библиотечной музыки
  - «Еда живая и мёртвая» / «Живая еда» (2016 — настоящее время)
  - «Салтыков-Щедрин шоу» (2016)
  - «Экстрасенсы против детективов» (2016)
  - «Секрет на миллион» (2016 — настоящее время)
  - «Большие родители» (2016)
  - «Киношоу» (2016)
  - «Мы и наука. Наука и мы» (2016 — настоящее время)
  - «Итоги недели» (2016 — настоящее время)
  - «Правда Гурнова» (2016—2017)
  - «Ты супер!» / «Ты супер! Танцы» (2017 — настоящее время)
  - «Специальный выпуск» (2017)
  - «Жди меня» (2017 — настоящее время) аранжировка музыки Антонио Вивальди
  - «Идея на миллион» (2017)
  - «Реакция» (2018) аранжировка библиотечной музыки
  - «Крутая история» (2018—2021)
  - «Вежливые люди» (2018—2019)
  - «Утро. Самое лучшее» (2019 — настоящее время)
  - «Изменить нельзя» (2019)
  - «Мальцева» (2019—2020)
  - «Доктор Свет» (2019—2020)
  - «Последние 24 часа» (2019—2020)
  - «Своя правда» (2019 — настоящее время)
  - «Россия рулит!» (2019)
  - «Фактор страха» (2021) заставка
  - «Главная дорога» (2021 — настоящее время, музыка написана в 2019 году) аранжировка библиотечной музыки

- ТНТ
  - Межпрограммное оформление (2002—2008)
  - «Москва: Инструкция по применению» (2003—2008)[10] фоновая музыка в некоторых сюжетах
  - «Фигли-мигли» (2003—2005)
  - «Запретная зона» (2003—2005)
  - «Необъяснимо, но факт» (2005—2008)
  - «Большой брат» (2005)
  - «Офис» (2006)
  - «Капитал» (2006)
- Первый канал
  - «Большие гонки» (2005—2008)
- ТВ Центр
  - Межпрограммное оформление (2006—2011)
  - Заставки, отбивки, шапки (2006—2013)
  - Часы телеканала (2006 — настоящее время)
  - «Настроение» (2006—2008)
  - «События» (2006—2013)[11]
  - «Петровка, 38» (2006 — настоящее время)
  - «События. 25-й час» (2006—2013)
  - «События. Московская неделя» (2006—2013)
  - «В центре событий» (2006—2013)
  - «Городское собрание» (2006—2009)
  - «Сто вопросов к взрослому» (2006—2013)
  - «Фабрика мысли» (2007)
- Россия-1
  - «Поединок» (2010—2017)

### Дискография
«Колибри»
2002 — Любовь и её конечности
2003 — Мой друг — музыкант. Песни для Дюши
2003 — Небо и земля — небо (трибьют Бориса Гребенщикова)
2021 — Счастья нет
«Tequilajazzz»
2002 — Выше осени
2006 — Berlin (Single)
2009 — Журнал живого
«Zorge»
2011 — Zorge
2013 — Что мы знаем о равновесии?
«Optimystica Orchestra»
2005 — Полубоги Вина
2010 — Иду налегке
2016 — Солёный Как Солнце
«ВоваКатя»
2006 — ВоваКатя
«И Друг Мой Грузовик»
2007 — Ищу друга
«Мои ракеты вверх»
2007 — Humanaut
Rя/Ба Mutantъ
2005 — Kaiserwasser
«Tinavie»
2013 — Kometa
«Сплин»
2014 — Резонанс. Часть 1

### Фильмы
1. 2002 — Башмачник
2. 2006 — Острог. Дело Фёдора Сеченова
3. 2012 — Победить рак

## Общественная позиция
В свете резонансного выступления Александра Петрова и Анастасии Антелавы в программе «Танцы со звёздами» от 10 апреля 2016 года (танец офицера германского вермахта (оккупанта) и молодой русской женщины) высказал следующее:

Люди, удивляющиеся, как такое возможно «на государственном российском телевидении», заблуждаются не меньше, чем потребители, верящие в надписи «Своё. Родное. Как в детстве. Строго по ГОСТу!» на продукции «Вимм-Билль-Данн». Люди же, верящие в «рейтинги», и «вот мы сейчас объявим каналу бойкот и напишем письмо Путину на американский ченьч-орг» — они, конечно, ещё смешнее.